# Psychoda aitkeni
Psychoda aitkeni är en tvåvingeart som beskrevs av Quate 1959. Psychoda aitkeni ingår i släktet Psychoda och familjen fjärilsmyggor. Inga underarter finns listade i Catalogue of Life.